# HSBC Continental Europe
HSBC Continental Europe, ou HSBC CE, anciennement HSBC France, est la filiale française du groupe bancaire international HSBC. 
Le 1er janvier 2024, l'activité de banque de particuliers d'HSBC Continental Europe est cédée au fonds vautour américain Cerberus Capital Management, et reprend le nom du Crédit commercial de France (CCF).
Jusqu'en 2023, HSBC CE constituait un réseau international et un service de proximité bancaire qui regroupait l'ensemble des banques de l'ancien groupe CCF : UBP, Banque Hervet, Banque Brière, Banque de Baecque Beau. Son siège social était auparavant situé au 103 avenue des Champs-Élysées, dans un ancien hôtel historiquement connu pour la présence de Mata Hari. Il se trouve désormais au 38 avenue Kleber à Paris depuis la fin d'année 2020.

## Historique

### 2005: le Crédit commercial de France devient HSBC France
En novembre 2005, le Crédit commercial de France, l’Union de banques à Paris, la Banque Hervet en région parisienne, la Banque Brière et la Banque de Baecque Beau ont adopté la marque HSBC France. Cette évolution permet à ces réseaux travaillant sous une même marque de rassembler 330 agences en France, notamment en région parisienne ,.
Le 2 juillet 2008, HSBC a revendu aux Banques populaires les banques régionales françaises, dont le Crédit Commercial du Sud-Ouest, la Banque Pelletier, la Banque de Savoie, une partie de la Société marseillaise de crédit, la Banque Dupuy de Parseval, etc[réf. nécessaire].
Bénéficiant d'une licence pour exercer l'ensemble de ses métiers en France et dans l'Union européenne, HSBC France assurera pour le compte du groupe une grande partie des activités financières européennes actuellement opérées depuis Londres[réf. nécessaire].
Au mois d'octobre 2019, HSBC France annonce son intention de quitter son siège historique des Champs-Elysées pour s'installer dans le quartier de La Défense, où le groupe est déjà implanté,,.
En septembre 2020, HSBC France finalise des discussions avec le fonds américain Cerberus et une autre société d'investissement pour la cession de sa banque de détail en France, portant sur la cession des 270 agences du groupe britannique en France. La cession pourrait se faire pour un euro symbolique, plus une recapitalisation complète de la part d'HSBC qui devra y injecter 500 millions d'euros.

### 2020: HSBC France devient HSBC Continental Europe et revend sa banque de détail
En 2020, HSBC France et l’ensemble de ses succursales présentes sur le continent européen (Belgique, Espagne, Grèce, Irlande, Italie, Luxembourg, Pays-Bas, Pologne, République tchèque et Suède), prennent la dénomination sociale de HSBC Continental Europe à compter du 1er décembre 2020. À cette même date, le siège social change d'adresse pour le 38, avenue Kléber à Paris.
En décembre 2020, HSBC Continental Europe (HSBC CE) annonce un nouveau plan de structuration qui prévoit la suppression de 557 postes.
En mai 2021, HSBC CE annonce la cession d'HSBC SFH et de sa banque de détail au fonds d’investissement américain Cerberus pour 1 milliard d'euros entièrement recapitalisés par HSBC. Cerberus acquiert ce réseau d'agence via sa filiale My Money Bank (ex-GE Money Bank France) et compte ressusciter la marque « Crédit commercial de France » (CCF).

## Organisation

### Présidents-directeurs généraux
- Charles-Henri Filippi : 2005-2007 (précédemment PDG du CCF)
- Peter Boyles : 2007-2010
- Christophe de Backer : 2010-2012
- Jean Beunardeau : depuis 2012